# Gult te

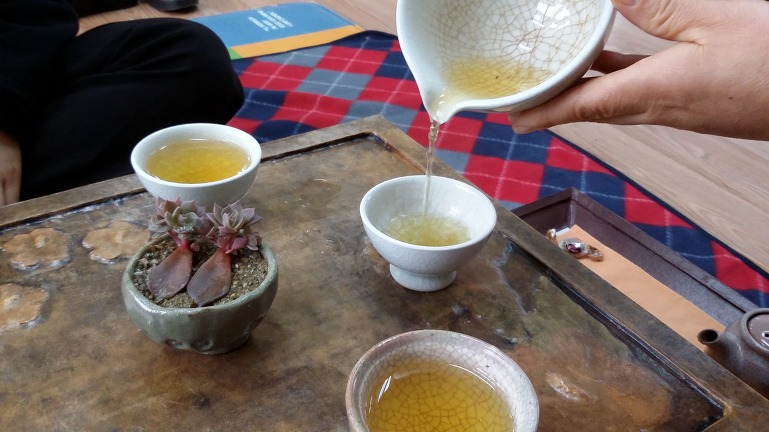
Gult te.

Gult te är ett ovanligt, lätt oxiderat te som är gult i färgen och snarlikt grönt te. Framställningsmetoden skiljer sig något från grönt te och ger teet en naturlig gulaktig färg. Gult te smakar mindre gräs än grönt te.